# 岡崎太希
岡崎 太希（おかざき ひろき）は、NHKのアナウンサー。

## 人物
広島県福山市蔵王町出身。福山市立蔵王小学校、愛光中学校・高等学校、早稲田大学教育学部卒業後、 2010年入局。

## 嗜好・挿話
- 中高と柔道を続けていた[2]。
- 体重は80kgある[3]。
- おはようひろしま（おはようちゅうごく）担当の際、エンディングラスト45秒間での気象予報士の勝丸恭子とのクロストークで、駄洒落3連発で締めるのが恒例となっていた。
- 2023年12月14日放送のお好みワイドひろしま内コーナー「みっけ」で生まれ育った福山市蔵王町が採り上げられたあと、テレビ越しで蔵王町の住民に対してメッセージを送った。

## 現在の担当番組
- NHKニュースおはよう日本 （リポーター：2025年4月 - ）
- ニュース・気象情報
- 歴史探偵（探偵=レポーター）（2025年4月 - ）

## 過去の担当番組
福島放送局時代（2010年度 - 2012年度）
- 福島県のニュース・中継・リポート
- 着信御礼!ケータイ大喜利（2011年2月19日、2014年6月21日）

宮崎放送局時代（2013年度 - 2017年7月）
- ニュースWAVE宮崎
- NHKニュース イブニング宮崎（キャスター）
- 宮崎県のニュース・中継・リポート

岐阜放送局時代（2017年8月 - 2020年度）
- ほっとイブニングぎふ（不定期、望月豊のキャスター代行など）
- ニュース855岐阜
- ゆく時代くる時代〜平成最後の日スペシャル〜「ついに“時代越し”!」（2019年4月30日）
- まるっと!ぎふ（キャスター）

広島放送局時代（2021年度 - 2024年度）
- あさイチ　スタジオキャスター（代理）（2023年3月17日）
- おはようひろしま（NHKニュースおはようちゅうごく）キャスター（2022年4月 - 2023年5月19日）※以後も大型連休・年末年始など夕方ニュース枠の縮小時に担当する場合あり（2024年4月30日など）
- お好みワイドひろしま メインキャスター（2023年5月29日 - 2025年3月21日）
  - 松尾剛の代理キャスター（2023年5月1日 - 2日・22日。29日より松尾の後任として正式に担当。18時台のみの放送になってから東京アナウンス室勤務未経験者では最初のキャスターとなる。）
  - お好みサンデー（2024年11月17日など）
  - お好みホリデー（祝日に該当した2023年7月17日など）
  - ニュースちゅうごく645（県域放送を休止した2023年12月28日など）
- 大相撲中継（実況・お好みワイドひろしまメインキャスター就任前まで）
- 大雨関連特設ニュース（2023年7月10日・全国放送） - 広島放送局より中国地方の災害状況を伝えた[注釈 1]
- 広島県・中国地方のニュース・気象情報、中継・リポート

東京アナウンス室時代（2025年度 - ）